# كوريساري
كوريساري Kuressaare، والمعروفة أيضا باسم أرينزبيرغ Arensburg، هي مدينة وبلدية في جزيرة ساريما في إستونيا. هي عاصمة مقاطعة ساره وأقصى بلدة في غرب إستونيا. بلغ عدد السكان 133,535 في عام 2017.
تقع المدينة على ساحل خليج ريغا، ويخدمها مطار كوريساري، وميناء روماساره، وميناء كوريساري لليخوت.

## الأسماء

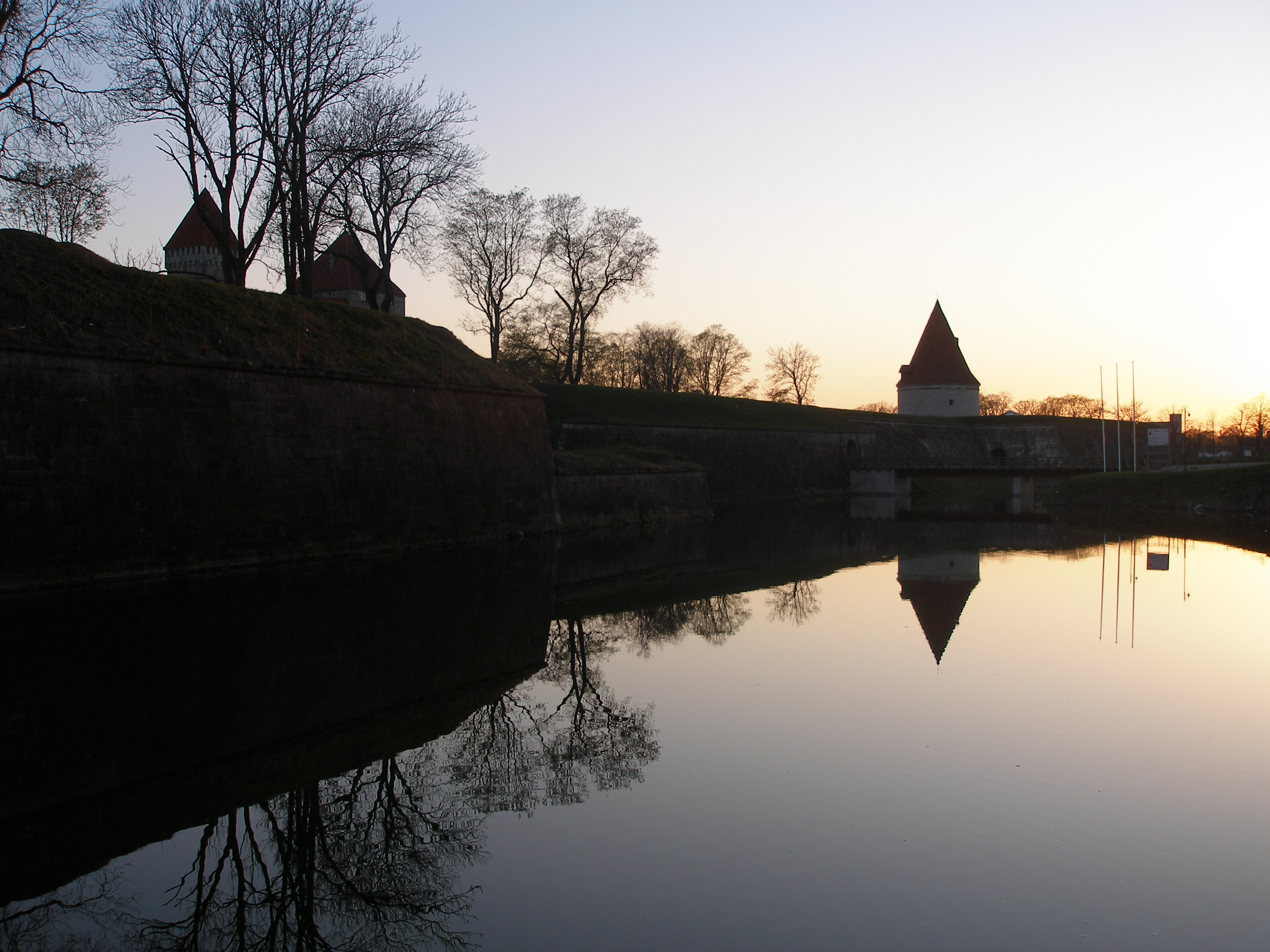
أبراج قلعة كوريساري بالقرب من الخندق عند الغسق

اسمها التاريخي أرنزبرغ  (من الألمانية العليا: aar بمعنى نسر، يجعل ويظعر على الاسم اللاتيني arx aquilae لقلعة المدينة. كما يصور الحصن والنسر رمز القديس يوحنا الإنجيلي على شعار كوريساري.
نشأت المدينة حول القلعة، وكانت تُعرف باسمين في نفس الوقت: أرنزيرغ وكوريساريلين. الاسم الأخير مركب من كوريساري - الاسم القديم لجزيرة ساريما - ولين والتي تعني مدينة. ثم اختصر اسم المدينة في النهاية إلى كوريساري  وأصبح رسميًا في عام 1918 بعد أن أعلنت إستونيا استقلالها عن روسيا البلشفية. في ظل الحكم السوفييتي، تم تغيير اسم المدينة إلى كينغسيبا في عام 1952، على فيكتور كينغيسيب الثوري البلشفي المولود في كوريساري،  الذي أعدم في عام 1922. أعيد اسم كوريساري في عام 1990.

## التاريخ
ظهرت المدينة على الخرائط أول مرة حوالي عام 1154. تم احتلال جزيرة ساريما (أوسل بالألمانية والسويدية: Ösel) من قبل جماعة أخوة السيف بقيادة فولكفين من ناومبورغ في عام 1227. أول توثيق للقلعة (arx aquilae) موجود في نصوص لاتينية مكتوبة في عام 1381 وعام 1422. توسعت المدينة بمرور الوقت وازدهرت حول القلعة. أصبحت مركز أسقفية أوسيل-فيك التي أنشأها ألبرت من ريغا في عام 1228، وهي جزء من تيرا ماريانا.

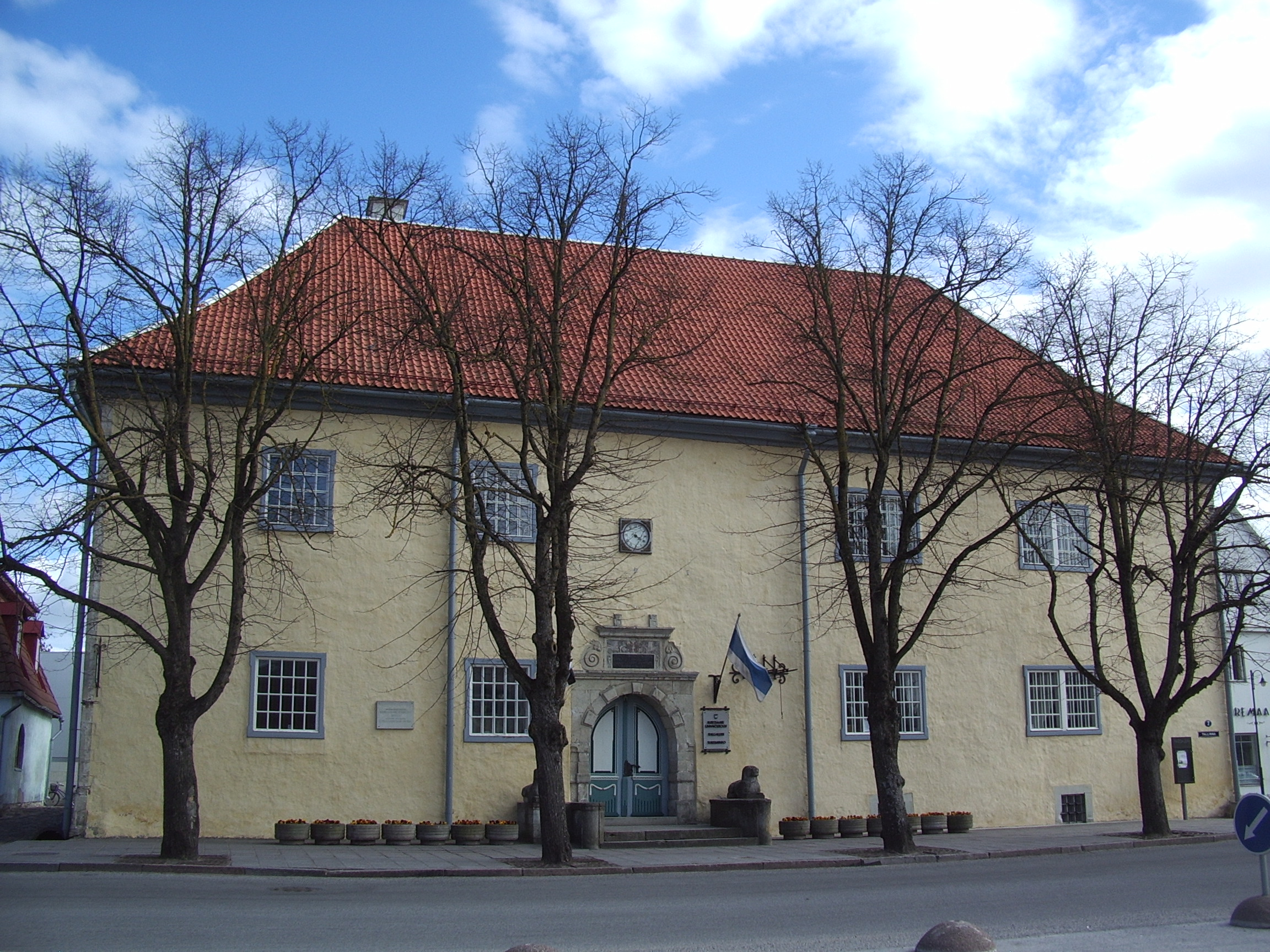
قاعة المدينة

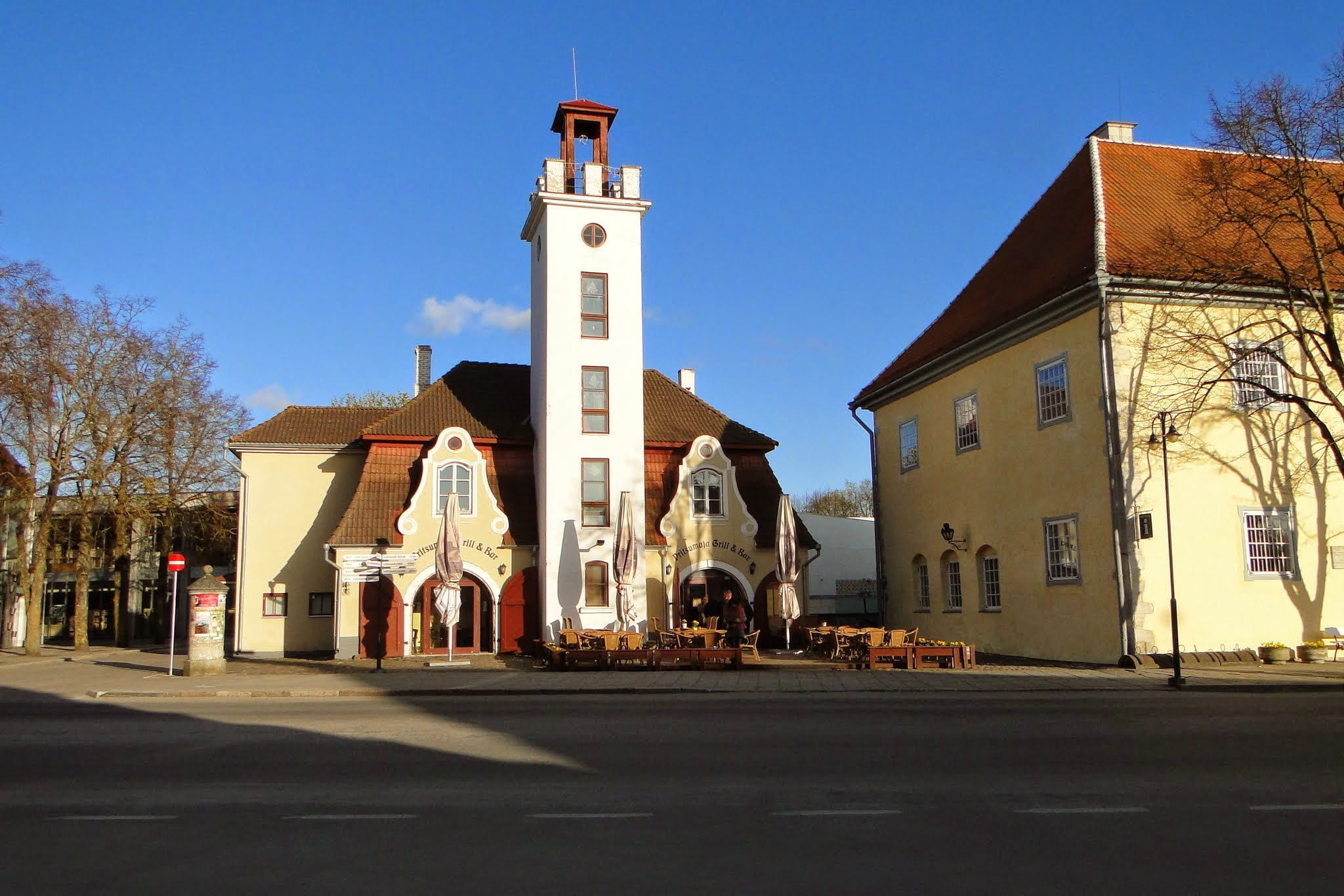
المباني التاريخية في وسط المدينة

تحول يوهان فون مونشهاوزن (أسقف المدينة منذ عام 1542) إلى البروتستانتية. تقدمت قوات القيصر إيفان الرابع في خضم الحرب الليفونية، فباع مونشهاوزن أراضيه إلى الملك فريدريك الثاني ملك الدنمارك في عام 1559 وعاد إلى ألمانيا. أرسل فريدريك شقيقه الأصغر الأمير ماجنوس إلى كوريساري حيث تم انتخابه أسقفًا في العام التالي. وبفضل نفوذه نالت المدينة ميثاقها المدني في عام 1563، على غرار نموذج ريغا. وتمت علمنة الأسقفية في عام 1572 وأصبحت كوريساري في حكم التاج الدنماركي.
انتقل حكم المدينة إلى السويد في عام 1645 من خلال معاهدة برومزبرو بعد هزيمة الدنمارك في حرب تورستنسون. منحت كرستينا ملكة السويد تابعها المفضل ماغنوس غابرييل دي لا غاردي لقب كونت أرنسبورغ. أحرقت المدينة وتمت تسويتها بالأرض من قبل القوات الروسية في عام 1710 خلال حرب الشمال العظمى وعانت بشدة من مرض الطاعون. تركها السويديون وتم دمجها في محافظة ليفونيا ضمن الإمبراطورية الروسية من خلال معاهدة نيستاد في عام 1721.
خلال القرن 19 أصبح كوريساري منتجعا شهيرا على ساحل بحر البلطيق. احتلت القوات البرية والبحرية الألمانية جزيرة ساريما ضمن عملية ألبيون بين سبتمبر وأكتوبر 1917 خلال الحرب العالمية الأولى. وقعت قربها معركة تيهوماردي خلال الحرب العالمية الثانية. وفي أكتوبر 1990، أصبحت كوريساري هي أول مدينة في إستونيا تستعيد وضعها بالحكم الذاتي.

## المعالم والثقافة

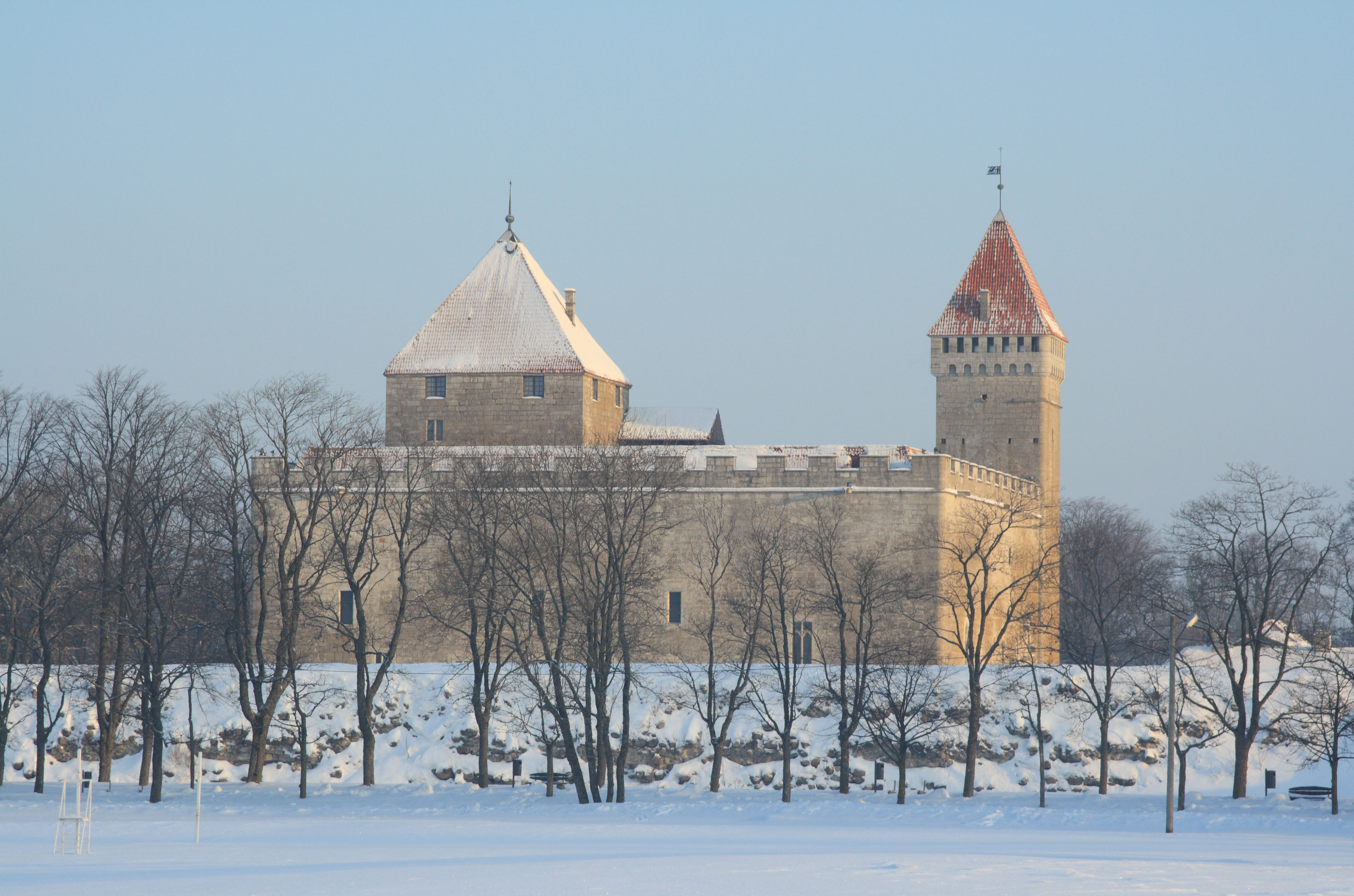
قلعة كوريسار في الشتاء

تضم قلعة كوريساري التي تعود للقرون الوسطى اليوم متحف ساريما الإقليمي. تم بناء القلعة الخشبية الأصلية بين عامي 1338 و1380، رغم أن مصادر أخرى تزعم أنه تم بناء حصن في كوريساري عام 1260. في عام 1968، بدأ المهندس المعماري كالفي ألوف بدراسات على قلعة كوريساري.
تم بناء مبنى البلدية في عام 1654، وتم ترميمها مع الاحتفاظ بالميزات الكلاسيكية والباروكية. أعيد ترميمها آخر مرة في الستينات مع سلالم دولومايت في الواجهة. بنيت كنيسة القديس نيكولاس في 1790.
تقام أيام أوبرا ساريما السنوية (Saaremaa Ooperipäevad) في كوريساري كل صيف منذ عام 1999. وتشمل المهرجانات الأخرى أيام كوريساري للحفلات الموسيقية (Kuressaare Kammermuusika Päevad)، الذي أقيم منذ عام 1995 ومهرجان كوريساري البحري (Kuressaare Merepäevad) الذي أقيم منذ عام 1998.
تستضيف كوريساري أيضا نادي كوريساري لكرة القدم.

## المناخ
| البيانات المناخية لـكوريساري (1971–1999) | البيانات المناخية لـكوريساري (1971–1999) | البيانات المناخية لـكوريساري (1971–1999) | البيانات المناخية لـكوريساري (1971–1999) | البيانات المناخية لـكوريساري (1971–1999) | البيانات المناخية لـكوريساري (1971–1999) | البيانات المناخية لـكوريساري (1971–1999) | البيانات المناخية لـكوريساري (1971–1999) | البيانات المناخية لـكوريساري (1971–1999) | البيانات المناخية لـكوريساري (1971–1999) | البيانات المناخية لـكوريساري (1971–1999) | البيانات المناخية لـكوريساري (1971–1999) | البيانات المناخية لـكوريساري (1971–1999) | البيانات المناخية لـكوريساري (1971–1999) |
| الشهر                                    | يناير                                    | فبراير                                   | مارس                                     | أبريل                                    | مايو                                     | يونيو                                    | يوليو                                    | أغسطس                                    | سبتمبر                                   | أكتوبر                                   | نوفمبر                                   | ديسمبر                                   | المعدل السنوي                            |
| ---------------------------------------- | ---------------------------------------- | ---------------------------------------- | ---------------------------------------- | ---------------------------------------- | ---------------------------------------- | ---------------------------------------- | ---------------------------------------- | ---------------------------------------- | ---------------------------------------- | ---------------------------------------- | ---------------------------------------- | ---------------------------------------- | ---------------------------------------- |
| الدرجة القصوى °م (°ف)                    | 8.3 (46.9)                               | 10.8 (51.4)                              | 12.1 (53.8)                              | 24.0 (75.2)                              | 26.2 (79.2)                              | 31.4 (88.5)                              | 30.9 (87.6)                              | 32.0 (89.6)                              | 24.5 (76.1)                              | 18.6 (65.5)                              | 12.6 (54.7)                              | 9.4 (48.9)                               | 32.0 (89.6)                              |
| متوسط درجة الحرارة الكبرى °م (°ف)        | −0.1 (31.8)                              | −0.8 (30.6)                              | 1.8 (35.2)                               | 7.5 (45.5)                               | 14.6 (58.3)                              | 18.6 (65.5)                              | 20.7 (69.3)                              | 20.0 (68.0)                              | 15.1 (59.2)                              | 9.9 (49.8)                               | 4.8 (40.6)                               | 1.6 (34.9)                               | 9.5 (49.1)                               |
| المتوسط اليومي °م (°ف)                   | −2.2 (28.0)                              | −3.3 (26.1)                              | −0.9 (30.4)                              | 3.6 (38.5)                               | 10.0 (50.0)                              | 14.5 (58.1)                              | 16.9 (62.4)                              | 16.4 (61.5)                              | 11.9 (53.4)                              | 7.4 (45.3)                               | 2.8 (37.0)                               | −0.4 (31.3)                              | 6.4 (43.5)                               |
| متوسط درجة الحرارة الصغرى °م (°ف)        | −4.9 (23.2)                              | −6.2 (20.8)                              | −3.8 (25.2)                              | 0.4 (32.7)                               | 5.7 (42.3)                               | 10.4 (50.7)                              | 13.1 (55.6)                              | 12.7 (54.9)                              | 8.8 (47.8)                               | 4.7 (40.5)                               | 0.6 (33.1)                               | −3.1 (26.4)                              | 3.2 (37.8)                               |
| أدنى درجة حرارة °م (°ف)                  | −31.6 (−24.9)                            | −29.8 (−21.6)                            | −20.9 (−5.6)                             | −9.4 (15.1)                              | −3.8 (25.2)                              | 1.0 (33.8)                               | 6.4 (43.5)                               | 3.7 (38.7)                               | −3.1 (26.4)                              | −9 (16)                                  | −16.4 (2.5)                              | −32.6 (−26.7)                            | −32.6 (−26.7)                            |
| الهطول مم (إنش)                          | 44 (1.7)                                 | 31 (1.2)                                 | 33 (1.3)                                 | 35 (1.4)                                 | 32 (1.3)                                 | 49 (1.9)                                 | 58 (2.3)                                 | 63 (2.5)                                 | 71 (2.8)                                 | 72 (2.8)                                 | 72 (2.8)                                 | 59 (2.3)                                 | 617 (24.3)                               |
| متوسط أيام هطول الأمطار (≥ 1.0 mm)       | 11                                       | 8                                        | 9                                        | 8                                        | 6                                        | 7                                        | 7                                        | 10                                       | 12                                       | 12                                       | 14                                       | 14                                       | 118                                      |
| متوسط الرطوبة النسبية (%)                | 87                                       | 86                                       | 85                                       | 79                                       | 71                                       | 75                                       | 78                                       | 80                                       | 82                                       | 84                                       | 86                                       | 87                                       | 82                                       |
| المصدر: Estonian Weather Service         |                                          |                                          |                                          |                                          |                                          |                                          |                                          |                                          |                                          |                                          |                                          |                                          |                                          |

## معرض صور

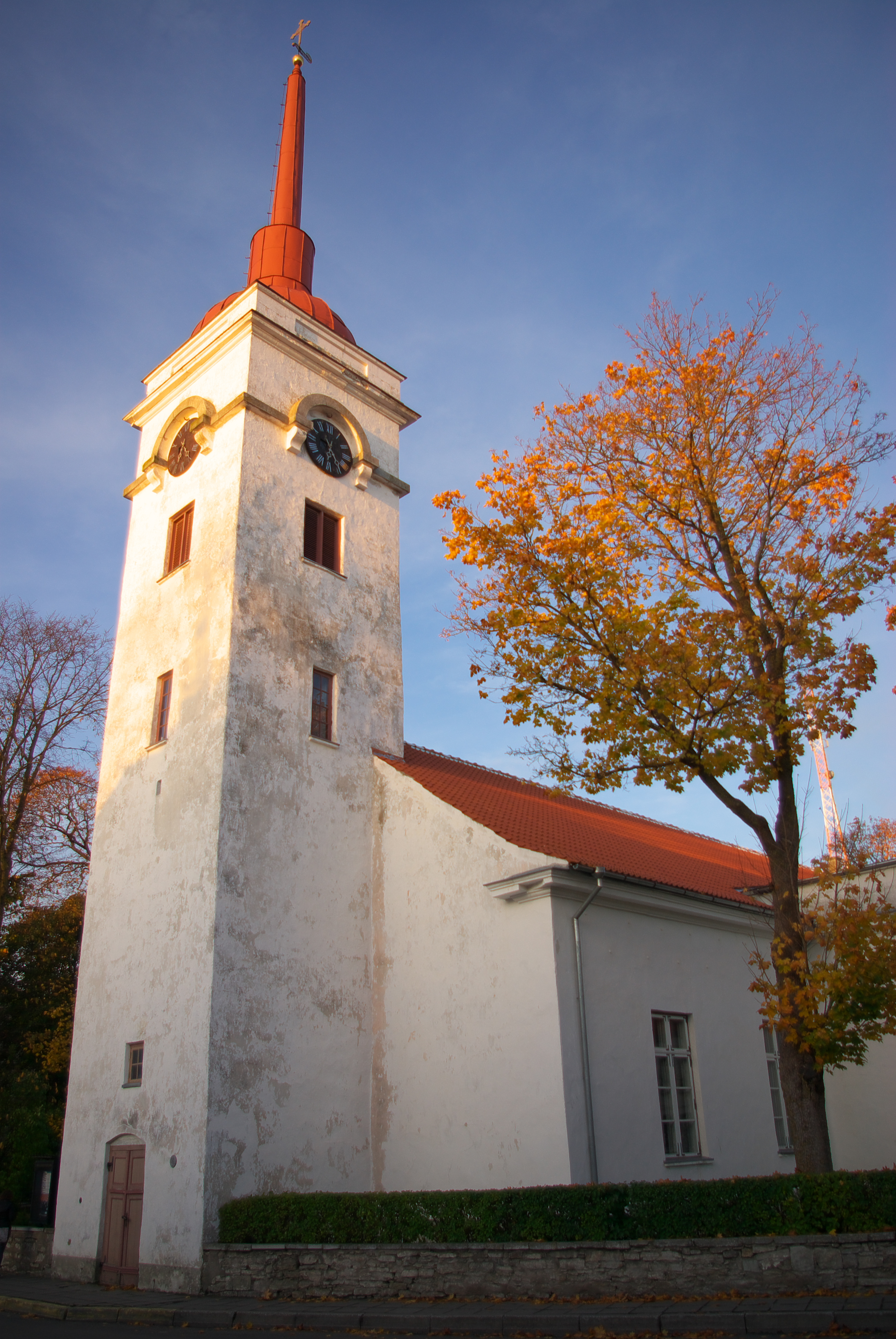
كنيسة القديس لورنس
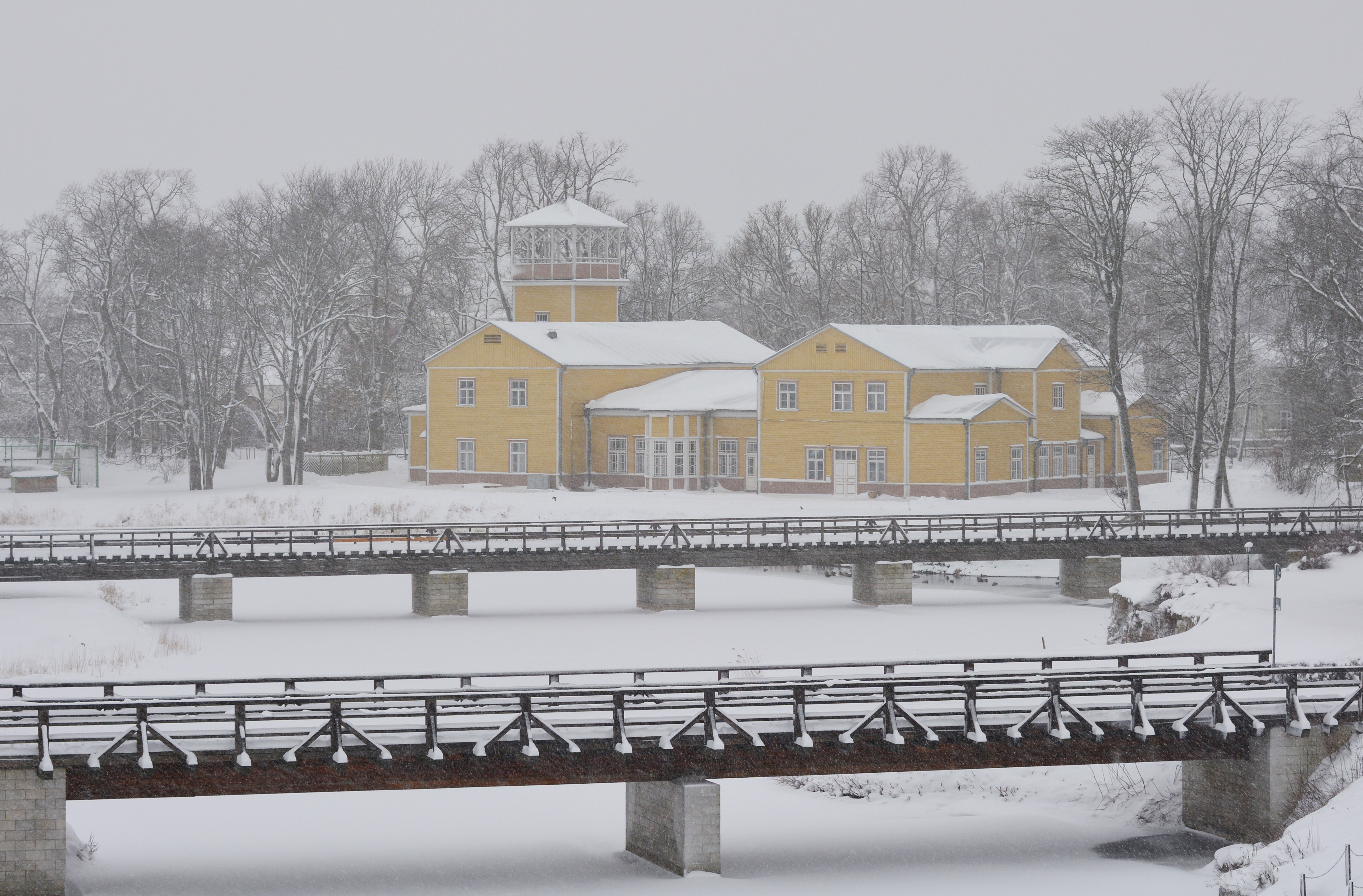
Kuressaare Kuursaal
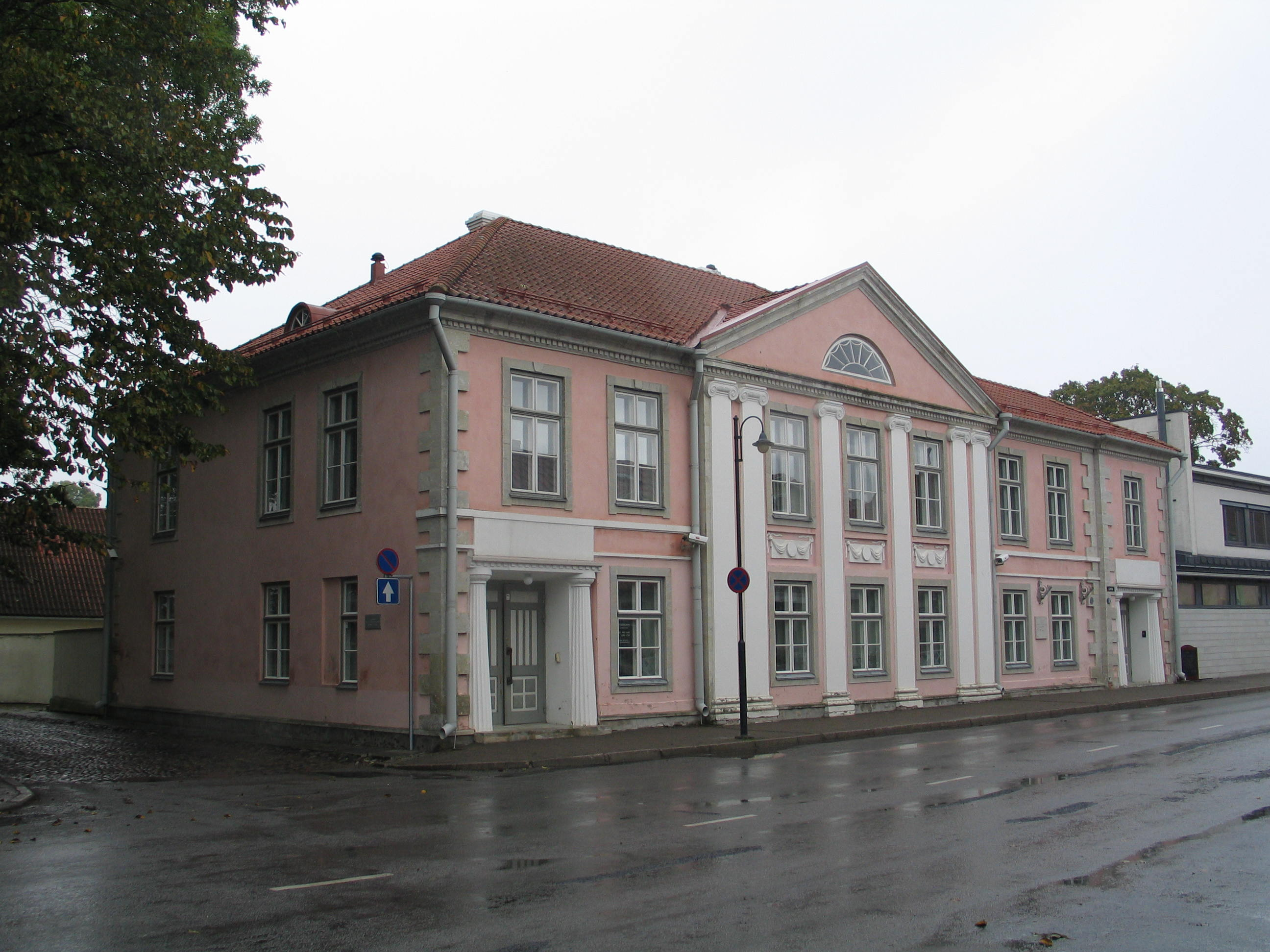
مبنى سكني
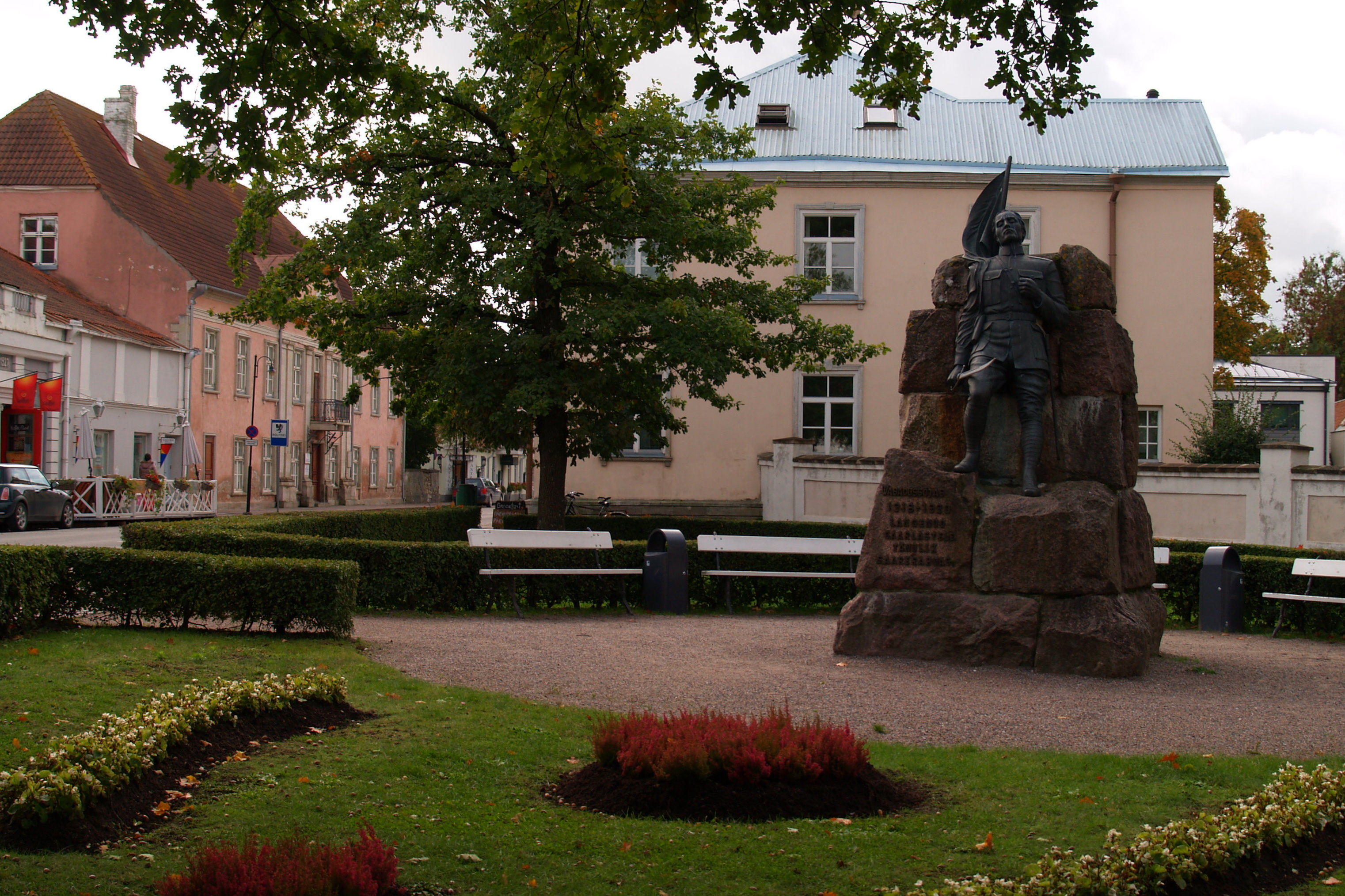
نصب تذكاري لحرب الاستقلال الإستونية
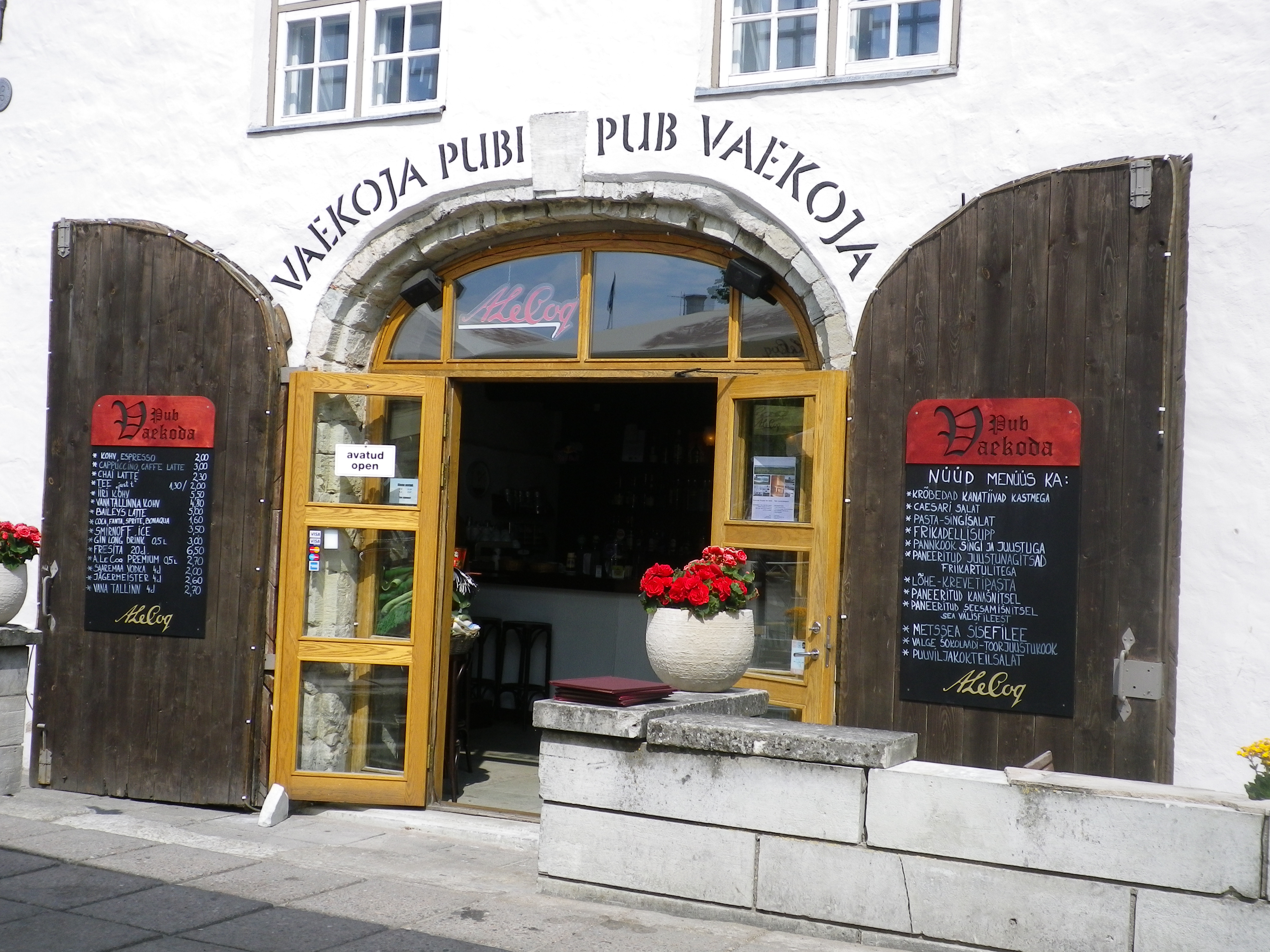
حانة
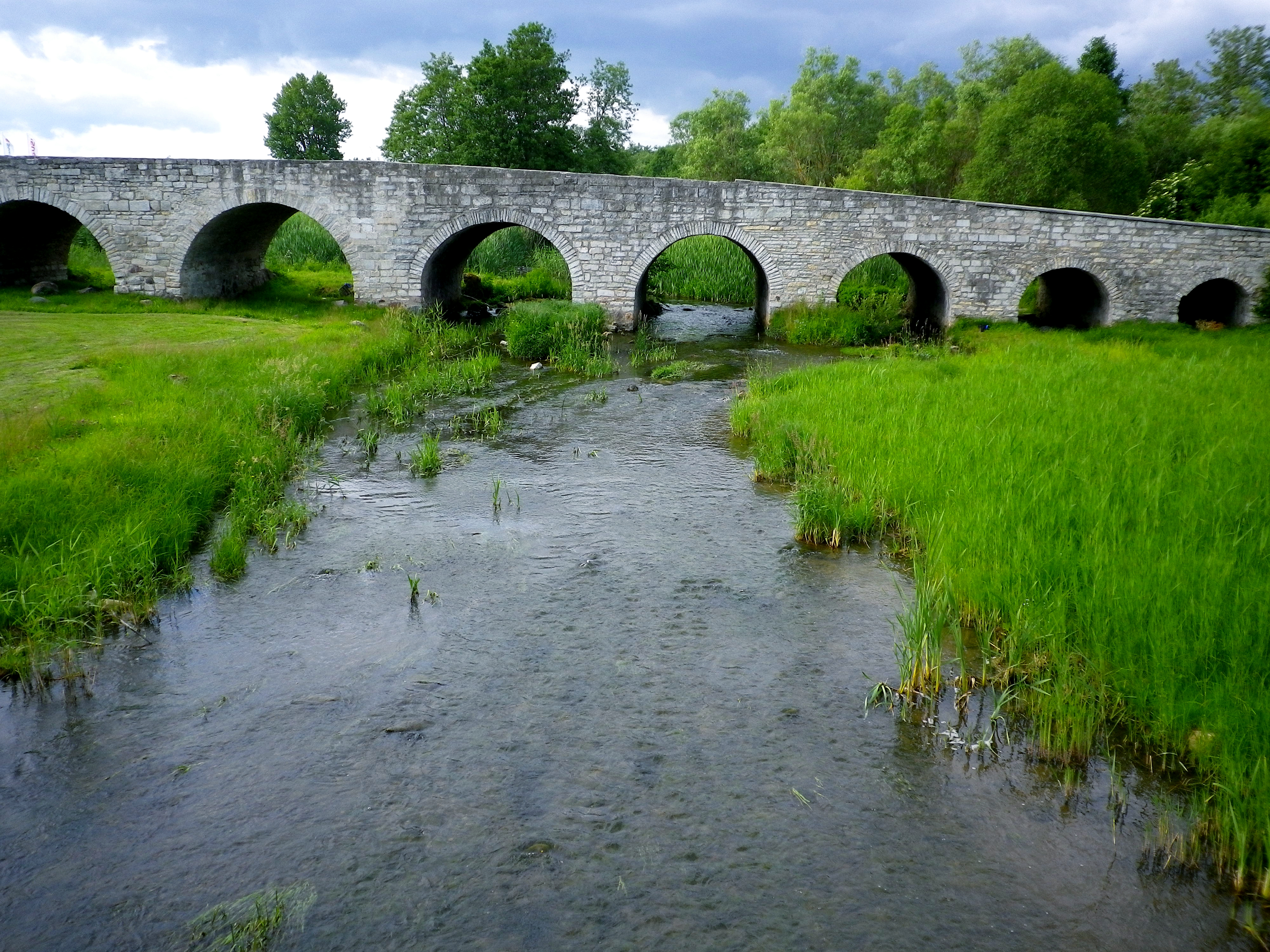
جسر كوريساري الكبير
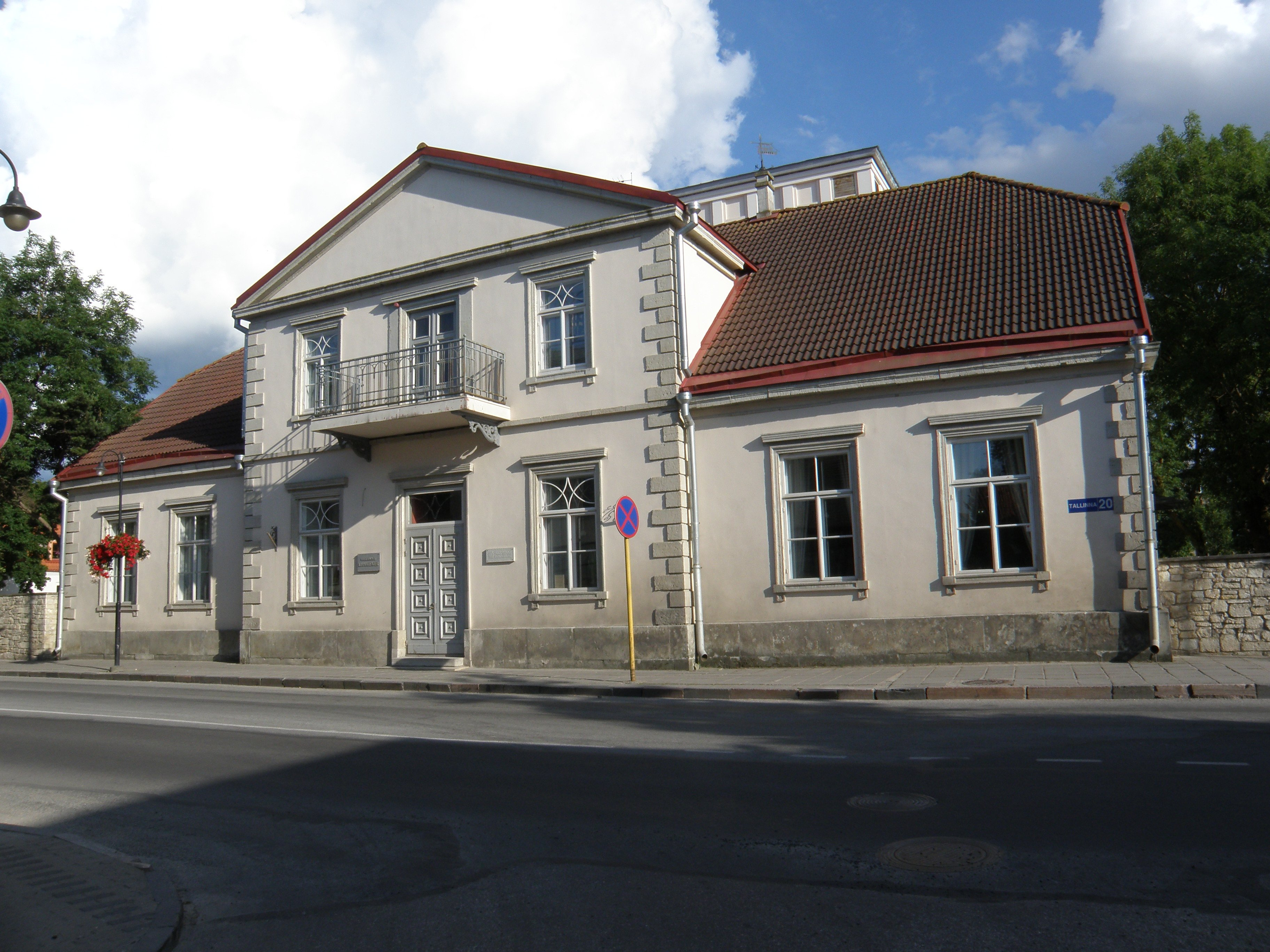
مسرح البلدة
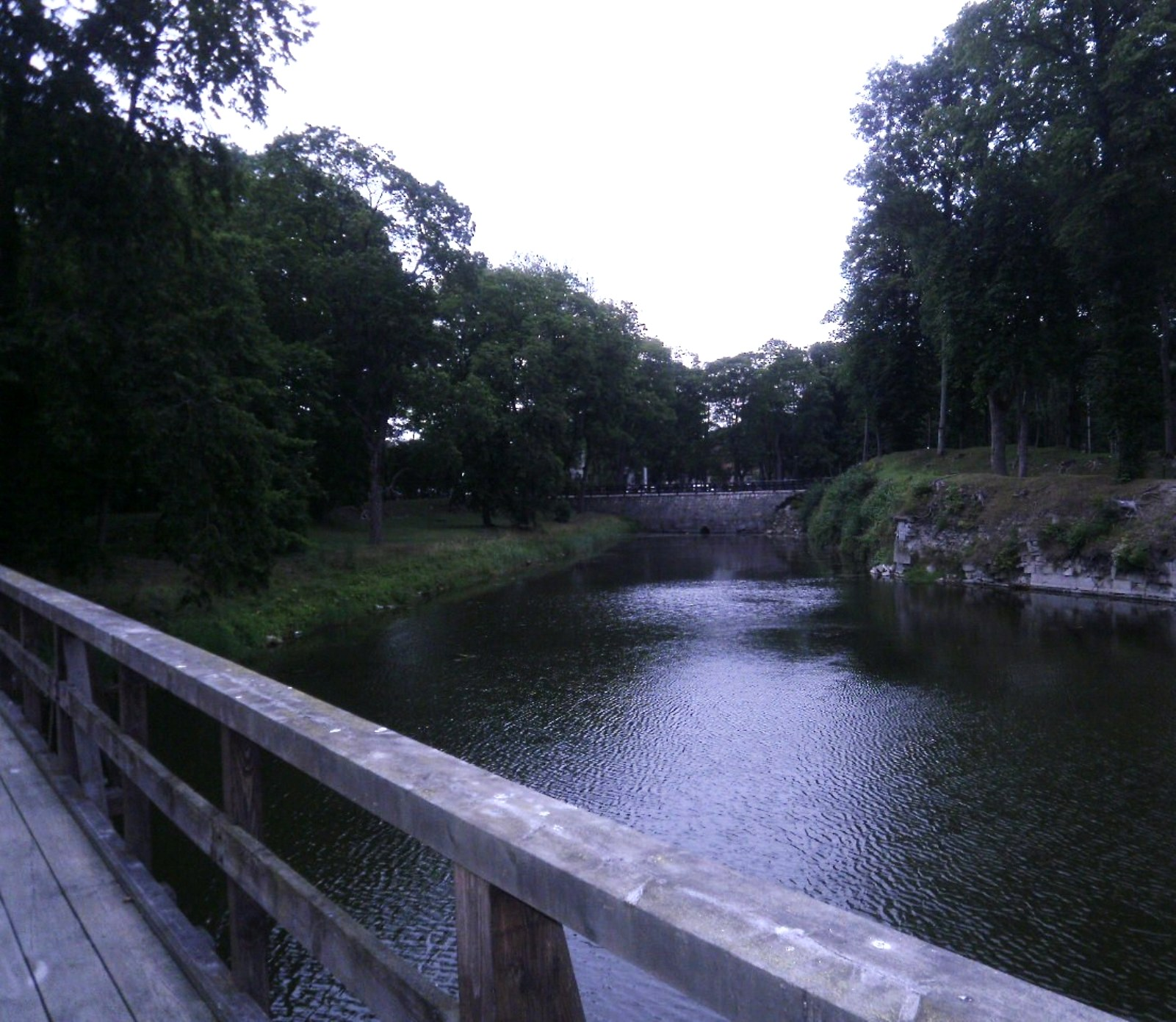
ساحة القلعة
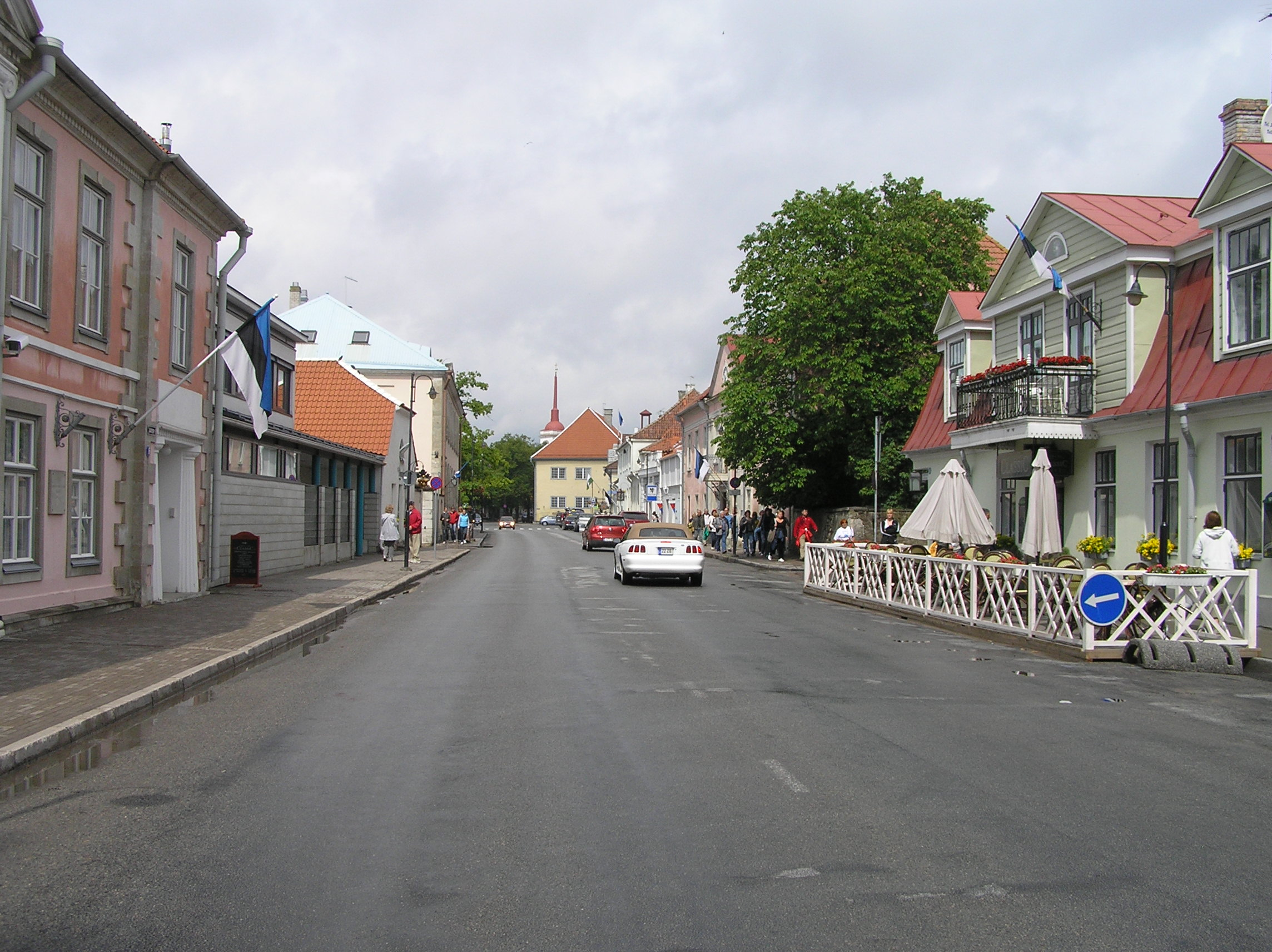
8th Street
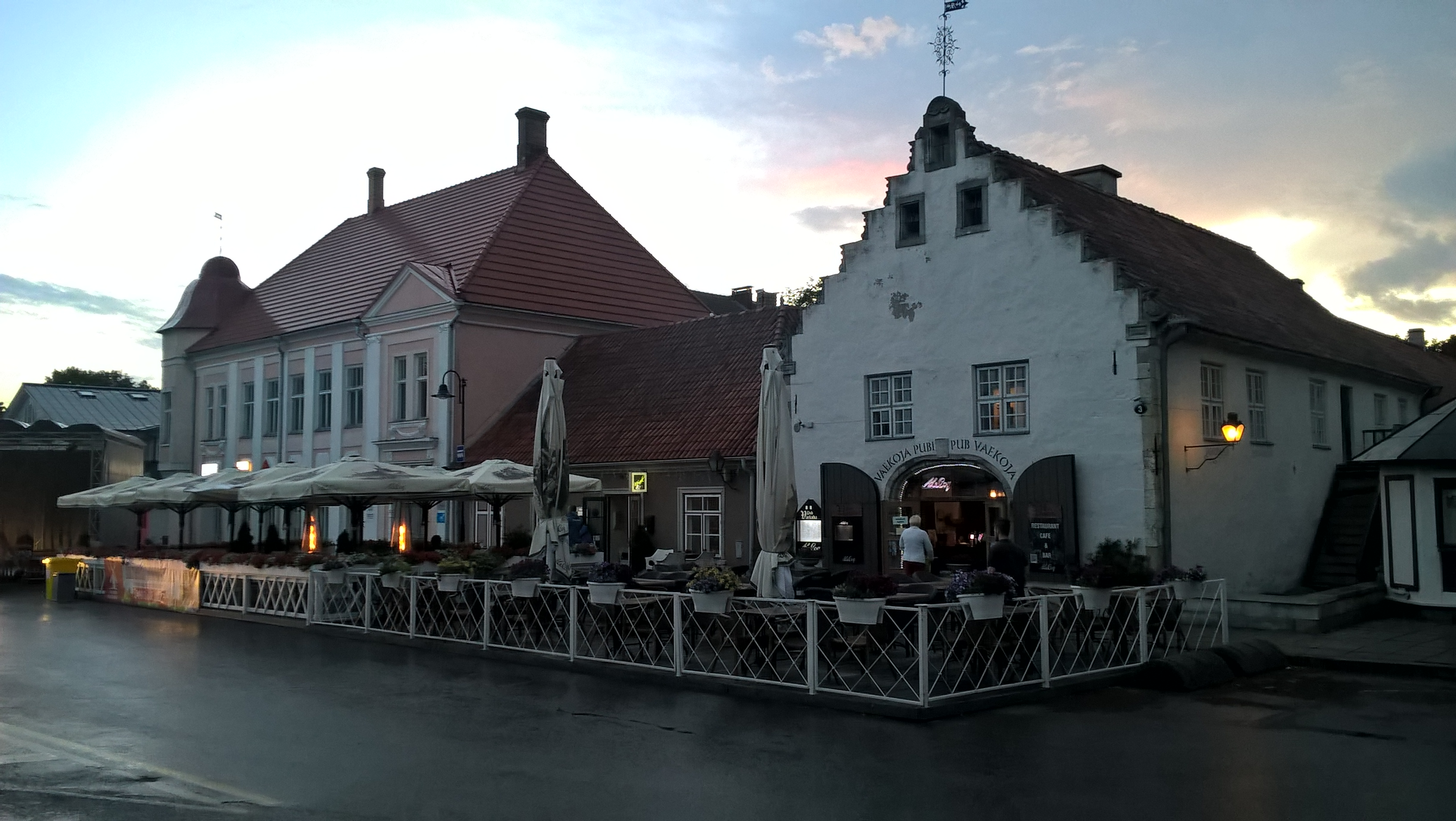
مركز المدينة التاريخي